# Silviu Purcărete
Silviu Purcărete (n. 5 aprilie 1950, București) este un regizor de operă și de teatru român.

## Biografie
Silviu Purcărete a absolvit secția de regie a IATC-ului în 1974. După colaborările cu Teatrul din Piatra Neamț (Romeo și Julieta de Shakespeare) și Teatrul din Constanța (Ecuba de Euripide, Miles Gloriosus de Plaut), începând din 1978 lucrează la Teatrul Mic din București (Giraudoux, Sartre, Shakespeare) și devine profesor la Institutului de Artă Teatrală și Cinematografică.
În 1986 pune în scenă un spectacol cu piesa Campiello(Piațeta) de Goldoni cu care câștigă Premiul Național pentru Teatru. 
În anul 1992 e numit director artistic al Teatrului Bulandra din București. 
Numele său e legat în principal de colaborarea cu Teatrul Național din Craiova cu care prezintă  Piticul din grădina de vară de D.R.Popescu (1989), Ubu rex cu scene din Macbeth, după Alfred Jarry și W.Shakespeare (1990), Titus Andronicus  de W. Shakespeare (1992), Phaedra, după Seneca și Euripide (1993), Orestia (1998, după Eschil, A douăsprezecea noapte, după W. Shakespeare (2004), Măsură pentru măsură de W. Shakespeare (2008),  Furtuna, după W. Shakespeare (2012).
Multe dintre spectacolele sale montate la Craiova (Titus Andronicus, Ubu Rex, Phaedra, A douăsprezecea noapte] au fost invitate la numeroase festivaluri din întreaga lume (Avignon, Edinburgh, Tokio, Melbourne, Montreal, Glasgow, Bath, Varna, Gdansk, Sarajevo). 
În anul 1996 devine director al Centrului Dramatic din Limoges pentru care produce, printre altele  Orestia, Trei surori și Don Juan și unde, doi ani după creează o școală pentru tineri actori. 
După evenimentele din 1989 a pus în scenă Decameronul, la Teatrul Anton Pann din Râmnicu Vâlcea, iar în 1995, montează (având și sprijinul unor producători britanici) unul dintre cele mai îndrăznețe proiecte teatrale ale acelor ani Danaidele într-o coproducție cu același Teatru național din Craiova, premieră care a  avut o distribuție record de peste 100 de interpreți, printre care Radu Beligan, Coca Bloos și mulți alții. Spectacolul a fost apoi invitat la cele mai importante festivaluri internaționale, bucurându-se de un succes deosebit.
Din anul 2001 până în prezent a regizat nu mai puțin de șapte spectacole la Teatrul Național „Radu Stanca” din Sibiu și anume: Pilafuri și parfum de măgar, exercițiu după Cartea celor o mie și una de nopți, care a avut premiera în 2001, Cumnata lui Pantagruel, după scrieri de François Rabelais (2003), Așteptându-l pe Godot  de Samuel Beckett (2005), deja legendarul Faust ,  după J. W. Goethe (2007), Lulu  de Frank Wedekind (2008) și Metamorfoze  după Ovidiu (2009), D’ale carnavalului, de Ion Luca Caragiale (2011).
În străinătate pune în scenă și opere lirice printre care: La Bohème de Giacomo Puccini (Essen), Parsifal de Richard Wagner (Scottish Opera), Roberto Devereux de Gaetano Donizetti (Wiener Staatsoper), Castor et Polux de Jean-Philippe Rameau (Opera Bonn), Îngerul de foc de Serghei Prokofiev (Csokonai Theatre Debrecen).
Regizează în Regatul Unit piesele teatrale Decameronul, Phaedra și Danaidele (Glasgow), Orestia (Lyric Hammersmith), Ubu Rex (Edinburgh International Festival) și Furtuna (Nottingham Playhouse), iar in 2007 Macbett de Eugen Ionescu pentru Royal Shakespeare Company.
În 2002 înființează propria sa companie teatrală.
Troilus și Cresida a fost prima sa colaborare cu Teatrul Katona József din Budapesta. Spectacolul a fost prezentat în 2006 la București în cadrul Festivalului Internațional Shakespeare.
Din 2003, Silviu Purcărete e membru cu titlu personal al Uniunii Teatrelor din Europa.

## Premii
- Premiul criticii și Premiul pentru excelență artistică al Fundației Hamada (Festivalul internațional de la Edinburgh, 1991)
- Premiul pentru cel mai bun spectacol străin la Festivalul Americilor de la Montreal (1993)
- Golden Globe Peter Brook Prize pentru cea mai bună regie teatrală, 1995
- Premiul criticii la Festivalul de teatru de la Dublin (1996)
- Premiul special al juriului la Festivalul Internațional Shakespeare, Gdansk (2006)
- Premiul Europa pentru Teatru - Premiul special (acordat de Președintele Juriului Premiului Europa pentru Teatru și de instituțiile țării gazdă), Craiova 2016[3][4]

## Distincții
- Ordinul național „Steaua României” în grad de Comandor (1 decembrie 2000) „pentru realizări artistice remarcabile și pentru promovarea culturii, de Ziua Națională a României”[5]